# ABC-Abwehrbataillon 7
Das ABC-Abwehrbataillon 7 (ABCAbwBtl 7) in Höxter verfügt als eines von zwei ABC-Abwehrbataillonen der Bundeswehr über alle Kernfähigkeiten zur Abwehr atomarer, biologischer und chemischer Gefahren (kurz: „ABC-Abwehr“) und ging 1993 aus dem damals aufzulösenden Pionierbataillon 7 hervor. Das Bataillon wurde zum 1. April 2013 aus dem Heer und der Unterstellung der 1. Panzerdivision in Hannover herausgelöst, war von 2013 bis 2025 eine Dienststelle der Streitkräftebasis (SKB) und seit dem 1. April 2025 des Unterstützungsbereichs der Bundeswehr. Es ist dem ABC-Abwehrkommando der Bundeswehr in Bruchsal unterstellt.

## Auftrag
Hauptaufgabe des ABC-Abwehrbataillons 7 ist die Unterstützung aller militärischen Organisationsbereiche der Bundeswehr in der Abwehr atomarer, biologischer und chemischer Bedrohungen. Bei internationalen und multinationalen Kooperationen arbeiten die Soldatinnen und Soldaten aus Höxter eng mit verbündeten und befreundeten Streitkräften zusammen.
Klassische Aufträge sind:
- ABC-Aufklärung durch schnelles und weiträumiges Feststellen sowie Analysieren von Strahlungen und chemischen Kampfstoffen,
- Dekontamination von Personal, Fahrzeugen, Material sowie von Straßen, Liegenschaften und allgemeiner Infrastruktur durch Entfernen und Neutralisieren von atomaren, biologischen und chemischen Stoffen,
- Unterstützung bei der Durchführung von Desinfektions- und Hygienemaßnahmen,
- Aufbereitung von verschmutztem und/oder kontaminiertem Wasser für die Not- und Brauchwasserversorgung.

Für die beschriebenen Aufträge besitzt das Bataillon Gerät zur ABC-Aufklärung, Dekontamination und Wasseraufbereitung.

## Gliederung
Das ABC-Abwehrbataillon 7 besteht aus einem Stab und vier Kompanien.
Der Stab unterstützt den Kommandeur in der Führung des Bataillons in Frieden, Einsatz und im Verteidigungsfall in den Führungsgrundgebieten Personalwesen, militärisches Nachrichtenwesen / militärische Sicherheit, Einsatzplanung und -führung, Organisation und Ausbildung, sowie Logistik und Führungsunterstützung.
Die 1. Kompanie ist die Versorgungs- und Unterstützungskompanie. Seit dem 1. Oktober 2013 unterhält sie zudem einen Grundausbildungszug.
Die 2., 3. und 4. Kompanie sind die Einsatzkompanien mit den Fähigkeiten ABC-Aufklärung, Dekontamination und Wasseraufbereitung.
Die 5. Kompanie verfügt als gemischte Brandschutzkompanie über quantitativ umfassende Fähigkeiten im Bereich Dekontamination und Brandschutz und ist am Standort Husum (SH) aufgestellt. Sie übernimmt mit zwei Brandschutzzügen den  Aufgabenbereich militärischer Brandschutz. Dieser wurde 2013 aus dem am Standort Husum beheimateten Spezialpionierregiment 164 ausgegliedert.
Als nichtaktiver Ergänzungstruppenteil existiert zudem eine 6. Kompanie (vormals ABC-Abwehrkompanie 954 der 1. Panzerdivision).
Der im Herbst 2024 ernannte neue Bataillonskommandeur kündigte im Februar 2025 an, das Bataillon werde unter seinem Kommando zu einem Regiment mit elf Kompanien umgebildet.

## Patenschaften

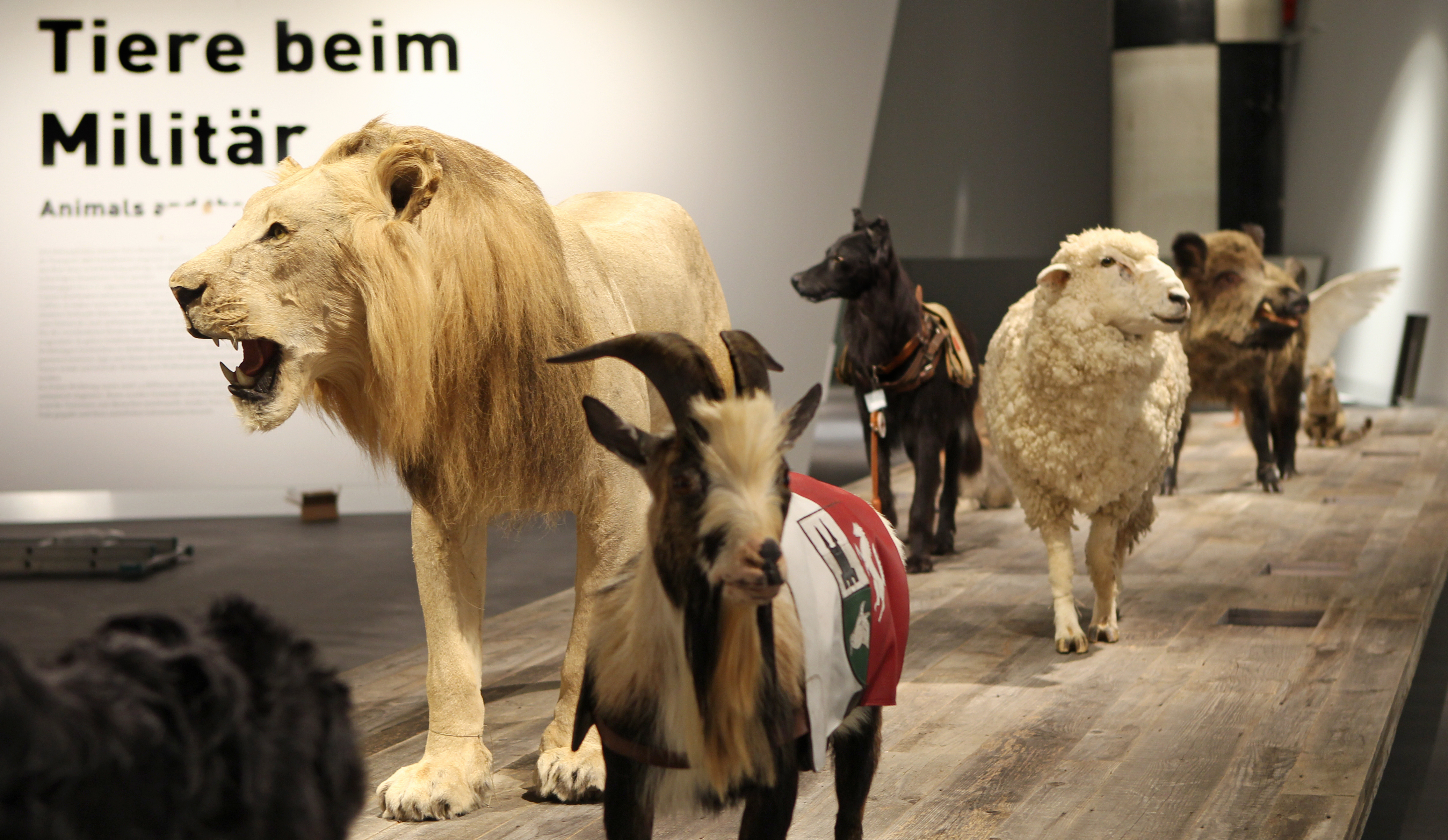
Militärhistorisches Museum der Bundeswehr: Eine Ziege des ABC-Abwehrbataillons 7. Eines der (verstorbenen) Maskottchen des Bataillons.

Die Verbundenheit zwischen den Bürgern der Stadt und dem Kreis Höxter kommt in den teilweise seit Jahrzehnten bestehenden Patenschaften zwischen einzelnen Kompanien und den Städten bzw. Ortschaften Brakel, Beverungen, Brenkhausen, Boffzen und Albaxen zum Ausdruck. Die aus Munster „zugewanderte“ 4. Kompanie brachte auch eine eigene Patenschaft mit der Gemeinde Suderburg mit. Dies kommt der Tradition des gesamten Bataillons zugute, da an der dortigen Fachhochschule unter anderem Wasserbau gelehrt wird.

## Geschichte
Die nach General Erich Weber Pascha (1861–1933) benannte Kaserne wurde 1934 bis 1936 gebaut. Von 1936 bis 1945 war sie der Sitz des Pionierbataillons 31 (ab 1940: PiBtl 131). Nach dem Zweiten Weltkrieg waren von 1945 bis 1949 Besatzungstruppen aus England, Belgien und Norwegen in der Kaserne stationiert. 1952 bis 1956 war der Bundesgrenzschutz dort untergebracht. 1956 bis 1961 war die Kaserne Sitz des Panzergrenadierbataillons 12 und ab 1960 bis 1993 des Pionierbataillons 7.
Im Zuge der Umstrukturierung des Heeres erhielt das Pionierbataillon 7 ab dem 5. Juni 1992 die ABC-Abwehrkompanie 3 aus Munster angegliedert. Aus dieser Keimzelle erwuchs das am 1. April 1993 neu aufgestellte ABC-Abwehrbataillon 7. Die vormalige ABC-Abwehrkompanie 3 wurde zur 4. Kompanie des Bataillons und betreibt vornehmlich die Rekruten- und Spezialausbildung.
Einsätze des umgebildeten Bataillons fanden 1993 als Vorauskommando für das 1. Kontingent UNOSOM und später bei UNOSOM II in Somalia, 1995 und 1996 im Vorauskommando des IFOR-Einsatzes, 1998/1999 im SFOR-Kontingent in Rajlovac, 1999/2000 und 2002 im Rahmen des KFOR-Einsatzes im Kosovo sowie im Rahmen der Operation Enduring Freedom in Kuwait (bis 2003) und danach in Afghanistan statt.
2005 wurde das Bataillon anstelle der ABC-Abwehr-Brigade 100 direkt der 1. Panzerdivision unterstellt.
2006 half das Bataillon bei der Absicherung des NATO-Gipfels in Riga.
Im Rahmen der Katastrophenhilfe war das Bataillon 1995 beim Weserhochwasser, 1997 bei der Oderflut im Oderbruch und 2002 bei der Hochwasserkatastrophe an der Elbe eingesetzt.
Am 18. September 2002 übernahm Michael Oberneyer von Oberstleutnant Andreas Bednarzyk die Führung über das ABC-Abwehrbataillon 7 in Höxter. Er führte den Einsatz eines Kontingentes seines Bataillons in Kuwait im Rahmen der Operation Enduring Freedom, bevor er das Kommando am 10. September 2004 an Oberstleutnant Roelof Billmann übergab.
Am 13. Oktober 2022 wurde dem ABC-Abwehrbataillon 7 das Fahnenband des Landes Nordrhein-Westfalen durch den Ministerpräsidenten Hendrik Wüst verliehen.

## Wappen
Das am 15. Dezember 1992 offiziell genehmigte Wappen des Bataillons ist nach heraldischen Grundsätzen geschaffen worden. Das alte Verbandsabzeichen des Pionierbataillons 7 ist weitestgehend erhalten geblieben, um die Tradition zu symbolisieren. Lediglich das untere Feld mit dem Symbol der ABC-Abwehrtruppe, den stilisierten Retorten, wurde hinzugefügt.
Auf der (heraldisch) linken Seite:
Auf rotem Grund das weiße, steigende Westfalenross.
Auf der (heraldisch) rechten Seite:
Auf weißem Grund die stilisierte Silhouette der Höxteraner Kilianikirche. Unter der Kirche die stilisierte Brücke, das Symbol der Pioniertruppe.
Auf dem unteren Teil:
Auf silbernem Grund stilisierte Retorten, das Symbol der ABC-Abwehrtruppe.